# 溝端育和
溝端 育和（みぞばた やすな）は、日本の女優である。
東京都出身。

## 経歴
奈良県五條市の智辯学園中学校・高等学校出身。
国際基督教大学卒業後、奈良橋陽子主宰の俳優学校、アップスアカデミーを卒業。

## 人物・エピソード
- 特技は歌を歌うこと。
- 大学在学中にロサンゼルス・ニューヨークにてヴォイストレーニング、2012年以降は声楽を学ぶ。
- ポップス、ミュージカル、クラシック、ジャズ、シャンソン、カンツォーネなど幅広いジャンルを歌う。
- 2016年大阪ヴォーカルコンクール グランプリ受賞。
- 関西弁は、奈良弁、紀州弁、大阪弁を使い分けることができる。
- ニックネームは「バタ子」。

## 出演

### テレビ
- NHKワールドTV「Japan Railway Journal」（2017年9月 - ） - レポーター、ナレーションを担当

### 舞台
- 『俺節』（2017年5月 - 6月、赤坂ACTシアター、オリックス劇場） - スナックのママ / 当たり屋 役、他
- 『音楽劇 リトル・ツリー』（2016年） - リトル・ツリー 役
- 『バトルラップミュージカル ROMEO & JULLIET』（2015年） - ロザライン先生 役
- 『フラガール』（2014年） - 谷川千代役
- 『舞浜・角谷町・駅前通り』（2014年） - クニ 役
- 『MOMO』（2014年、吉祥寺シアター） - 外交員BLW/553C 役
- 『Dear...親愛なる人たちへ』（2013年） - 木村浩子 役
- 『THE POLAR EXPRESS』（2011年） - ジョン・シーガー 役

### 公式
- 溝端育和 - Twitter
- Japan Railway Journal - NHK WORLD

| スタブアイコン | サブスタブ | この項目は、まだ閲覧者の調べものの参照としては役立たない、俳優（男優・女優）に関連した書きかけの項目です。この項目を加筆・訂正などしてくださる協力者を求めています（P:映画/PJ芸能人）。 |